# Bridegroom (phim)
Bridegroom (tựa đầy đủ: Bridegroom: A Love Story, Unequaled) là một bộ phim tài liệu của Mỹ nói về mối quan hệ giữa hai chàng thanh niên đồng tính. Phim được đạo diễn và sản xuất vào năm 2013 bởi Linda Bloodworth-Thomason.
Bridegroom được công chiếu tại Liên hoan phim Tribeca vào ngày 23 tháng 4 năm 2013 và đã thu hút được sự quan tâm của báo chí vì được cựu Tổng thống Mỹ Bill Clinton giới thiệu ngay tại liên hoan phim này.
Bộ phim đã thắng Giải thưởng do Khán giả bình chọn cho Phim Tài liệu hay nhất (Audience Award for Best Documentary Film) tại LHP Tribeca 2013. Bridegroom cũng giành được giải Phim Tài liệu xuất sắc nhất (Outstanding Documentary) cùng với phim Call Me Kuchu tại Giải thưởng GLAAD Media năm 2014.

## Cốt truyện
Bridegroom thuật lại câu chuyện về Shane Bitney Crone và người bạn đời đồng tính Thomas Lee "Tom" Bridegroom. Tom chết trong một tai nạn thương tâm do bị rơi từ mái của một ngôi nhà bốn tầng vào ngày 7 tháng 5 năm 2011. Sau khi Tom chết, Shane cảm thấy bị bỏ rơi và bị khước từ những bảo vệ pháp lý cơ bản. Bộ phim nói về chuyện tình kéo dài sáu năm của họ, và những dằn vặt, khốn khó mà Shane phải đối mặt sau cái chết của Tom, kể cả việc gia đình Tom không cho phép Shane tham dự lễ tang của Tom.

## Sản xuất
Bridegroom bắt nguồn từ bộ phim ngắn It Could Happen to You (tạm dịch: Điều này có thể xảy ra với bạn) do Shane đăng trên YouTube năm 2012 để kỉ niệm một năm ngày mất của Tom. 
Sau một thời gian quảng bá trên mạng xã hội, đạo diễn Bloodworth-Thomason, người từng gặp cặp đôi Tom-Shane trong một lễ cưới ở Palm Springs, California, đã đồng ý ký hợp đồng với Shane để sản xuất thành một bộ phim dài và đầy đủ hơn. Công tác sản xuất bắt đầu từ mùa hè năm 2012.
Kinh phí $384.375 được gây quỹ trên trang web Kickstarter, vượt xa mục tiêu $300.000 và trở thành bộ phim tài liệu được gây quỹ nhiều nhất từ cộng đồng.

## Nhạc phim
Các bài hát được sử dụng phim bao gồm cả những nhạc phẩm từ những người bạn của cặp đôi Tom-Shane: Colleen McMahon (đơn và song ca với Tom), Ben Rector (trình diễn bởi Colleen và Shane), Allison Gray (do Tom đệm đàn), một số bản thu khác của Tom, và một bài hát của Adam Lambert, người đã gặp Shane sau khi xem "It Could Happen To You" trên YouTube. Các bài hát gốc khác được trình diễn bởi Benjy Gaither, Margo Rey, Nathan Young, và Lana Ranahan. Bộ phim cũng sử dụng một số nhạc phẩm nổi tiếng của Macklemore & Ryan Lewis và Fun..
| STT | Nhan đề                                                       | Sáng tác                                                  | Trình diễn                                 | Thời lượng |
| --- | ------------------------------------------------------------- | --------------------------------------------------------- | ------------------------------------------ | ---------- |
| 1.  | "Same Love" (sản xuất bởi Ryan Lewis)                         | Ben Haggerty                                              | Macklemore & Ryan Lewis feat. Mary Lambert |            |
| 2.  | "When a Heart Breaks"                                         | Ben Rector                                                | Shane Bitney Crone & Colleen McMahon       |            |
| 3.  | "Carry On" (sản xuất bởi Jeff Bhasker)                        | Nate Ruess, Andrew Dost, Jack Antonoff & Jeff Bhasker     | Fun.                                       |            |
| 4.  | "Outlaws of Love" (sản xuất bởi Rune Westberg)                | Adam Lambert, Rune Westberg & BC Jean                     | Adam Lambert                               |            |
| 5.  | "The Dance"                                                   | Tony Arata & Benjy Gaither                                | Nathan Young                               |            |
| 6.  | "Here With You"                                               | Benjy Gaither                                             | Benjy Gaither                              |            |
| 7.  | "This Holiday Night"                                          | Margo Rey & Barrett Yeretsian                             | Margo Rey                                  |            |
| 8.  | "You Belong to Me"                                            | Pee Wee King, Chilton Price, Redd Stewart & Benjy Gaither | Margo Rey                                  |            |
| 9.  | "Beautiful Boy"                                               | Colleen McMahon                                           | Colleen McMahon                            |            |
| 10. | "The Christmas Song" (nhạc phẩm gốc trình diễn bởi Mel Tormé) | Mel Tormé & Bob Wells                                     | Thomas Bridegroom & Colleen McMahon        |            |
| 11. | "La Mamma Morta"                                              | Umberto Giordano & Benjy Gaither                          | Lana Ranahan                               |            |

Bài hát "If I Fall" được trình diễn bởi Tom và Allison Gray trong một cảnh của bộ phim được đăng trên YouTube vào tháng 11 năm 2013.(link trên YouTube)

## Phân phối
Bridegroom được khởi chiếu trên truyền hình vào ngày 27 tháng 10 năm 2013, trên Oprah Winfrey Network. Bộ phim cũng được phát hành trên Netflix và trên DVD vào tháng 11 năm 2013.